# Jambi

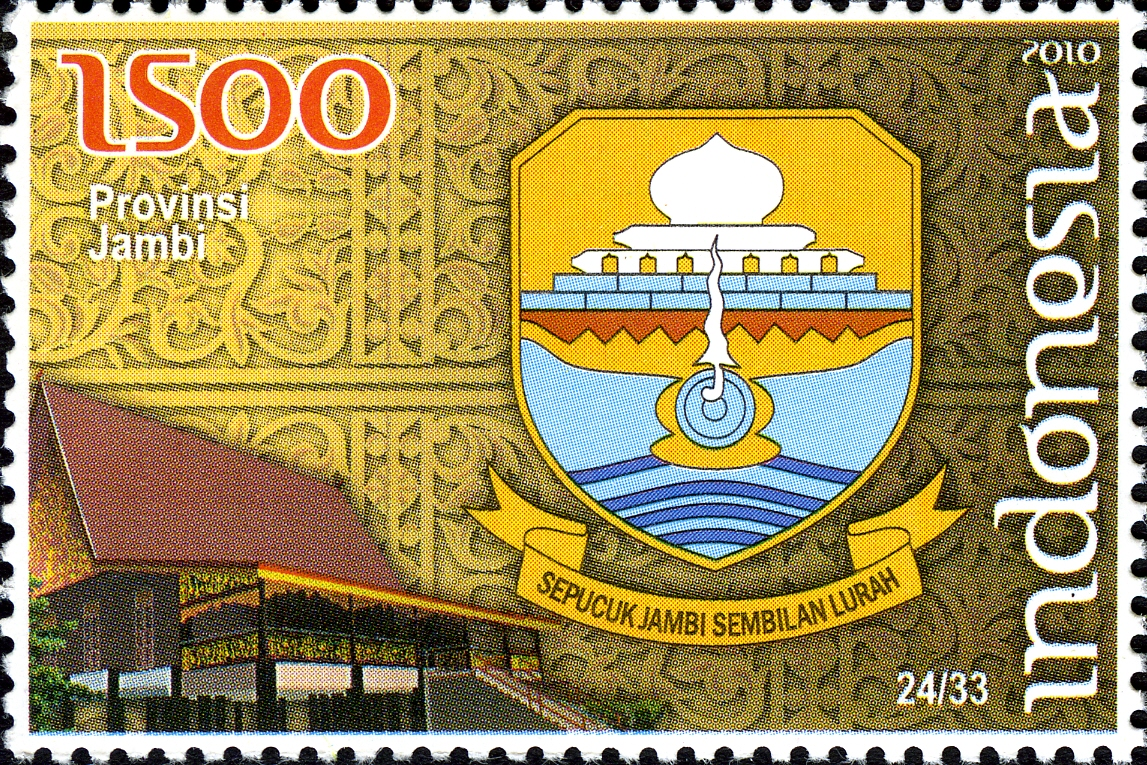
Selo indonésio de 2010 com o brasão da província

Jambi é uma província da Indonésia localizada na ilha Sumatra e cuja capital possui o mesmo nome, Jambi.

## Divisão Geográfica
A província de Jambi encontra-se dividia em 9 regências (kabupaten) e 2 cidades (kota).
| No. | Regência (Sede)                      |
| --- | ------------------------------------ |
| 1.  | Batanghari (Muara Bulian)            |
| 2.  | Bungo (Muara Bungo)                  |
| 3.  | Kerinci (Sungaipenuh)                |
| 4.  | Merangin (Bangko)                    |
| 5.  | Muaro Jambi (Sengeti)                |
| 6.  | Sarolangun (Sarolangun)              |
| 7.  | Tanjung Jabung Barat (Kuala Tungkal) |
| 8.  | Tanjung Jabung Timur (Muara Sabak)   |
| 9.  | Tebo (Muara Tebo)                    |
|     | Cidade                               |
| 10. | Jambi                                |
| 11. | Sungai Penuh                         |